# Diocesi di Avranches

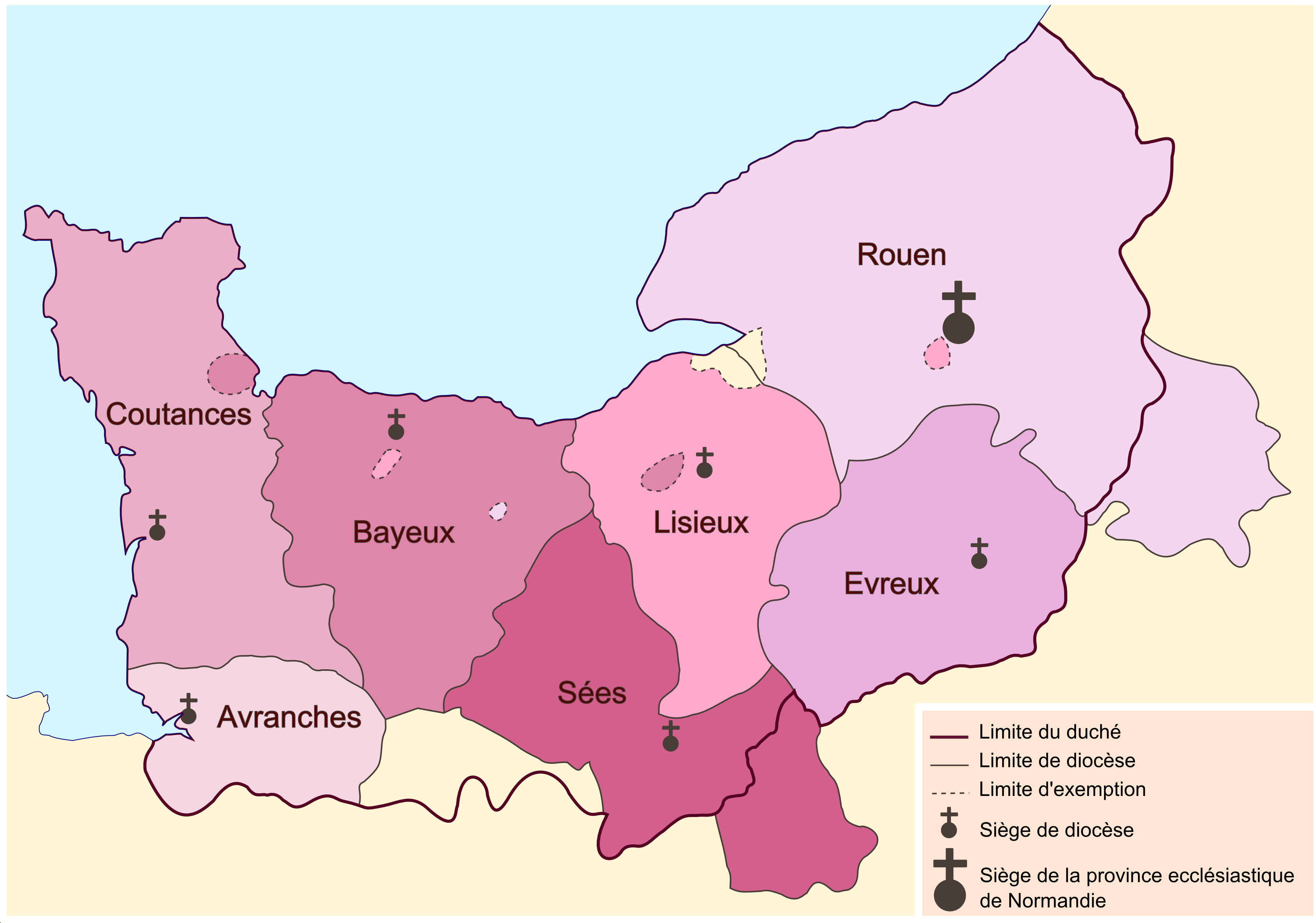
Mappa delle diocesi storiche della Normandia prima della rivoluzione francese.

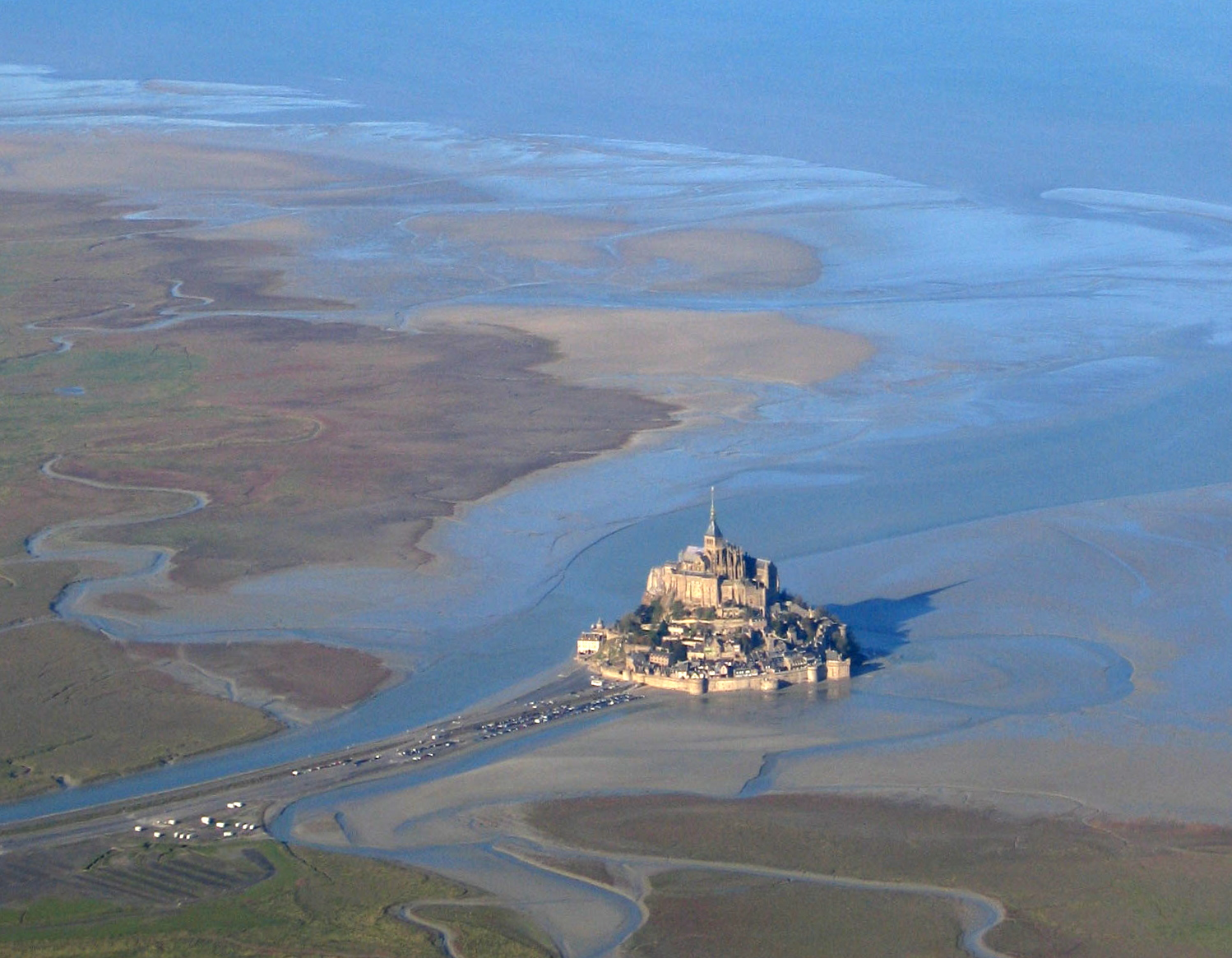
Veduta aerea di Mont Saint-Michel.

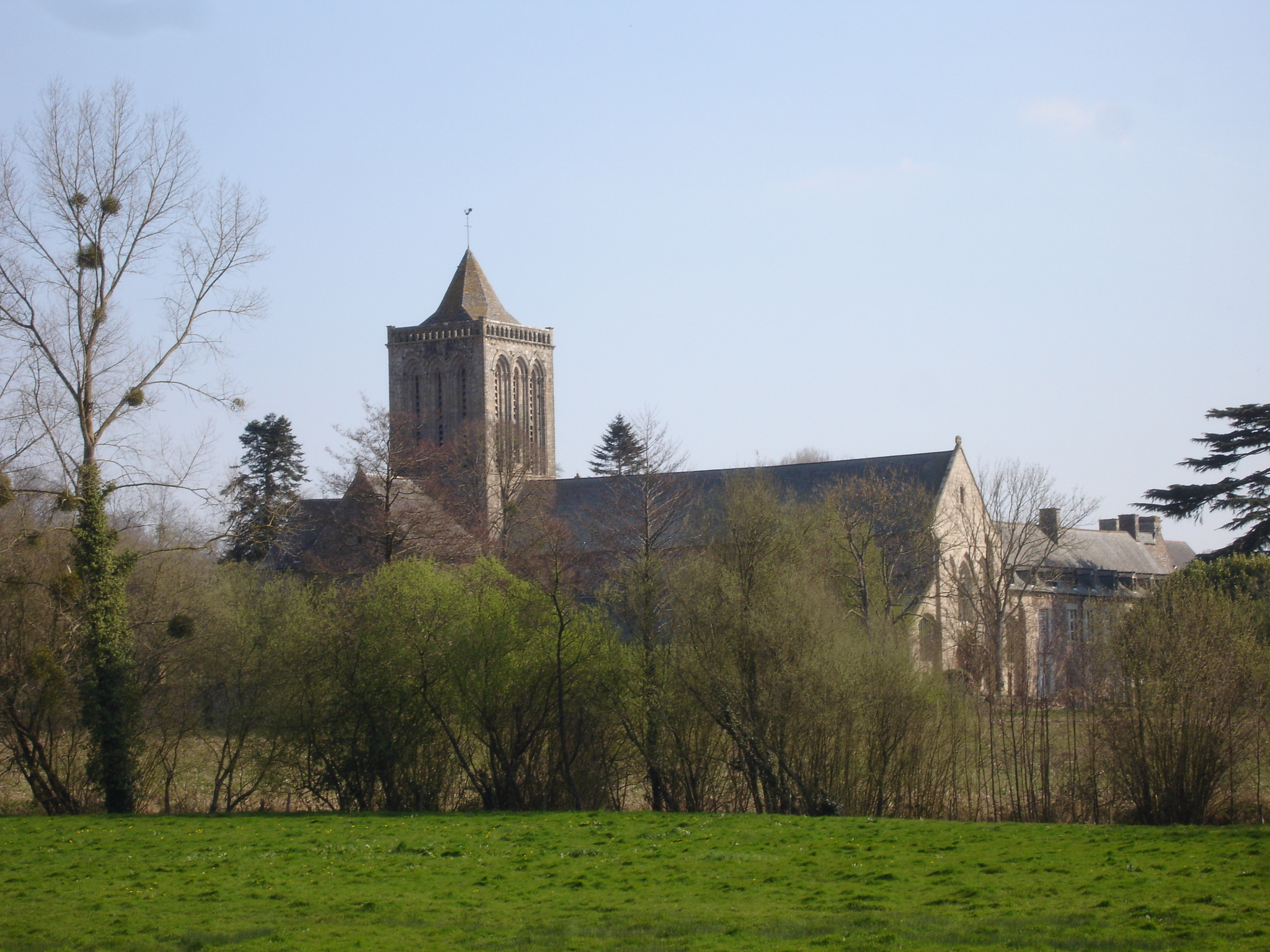
L'abbazia della Santissima Trinità di La Lucerne.

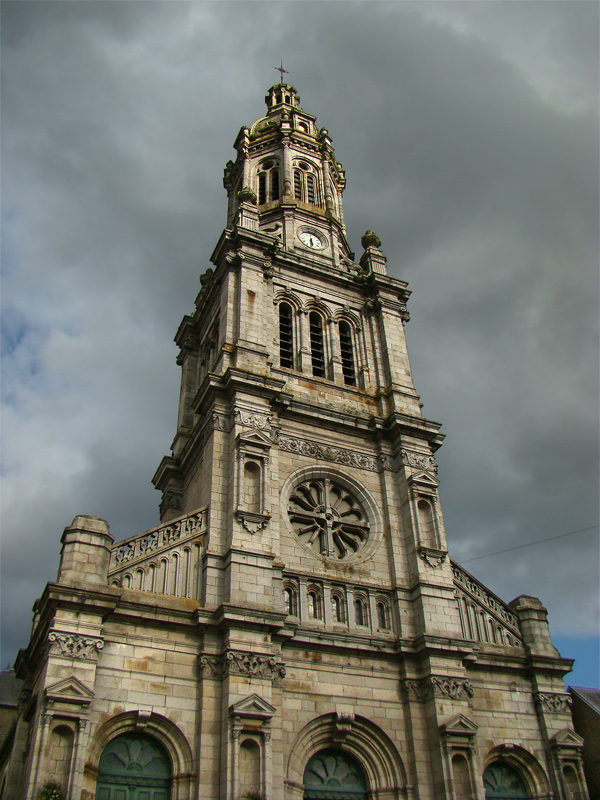
La basilica Saint-Gervais di Avranches, edificata nel XVII secolo, conserva le reliquie di sant'Oberto (saint Aubert).

La diocesi di Avranches (in latino: Dioecesis Abrincensis) è una sede soppressa della Chiesa cattolica.

## Territorio
La diocesi comprendeva parte della Normandia e si estendeva sull'Avranchin e il Mortainais. Confinava a nord con la diocesi di Coutances, a est con quelle di Bayeux e di Le Mans, a sud con l'arcidiocesi di Rennes e ad ovest con la diocesi di Dol e il mare.
Sede vescovile era la città di Avranches nell'attuale dipartimento della Manica, dove si trovava la cattedrale di Sant'Andrea, oggi scomparsa.
Nel 1764 la diocesi comprendeva 170 parrocchie. Il territorio era suddiviso in due arcidiaconati, Avranches e Mortain, a loro volta suddivisi in quattro decanati ciascuno.

## Storia
Le origini della diocesi di Avranches sono avvolte nell'oscurità. La tradizione riconosce un san Leonzio come protovescovo vissuto verso la fine del IV secolo. Le fonti documentarie tuttavia ammettono come primo vescovo Nepo, che prese parte al concilio di Orléans del 511. Gli scavi archeologici hanno dimostrato l'esistenza agli inizi del V secolo, sul sito dell'antica cattedrale, di un edificio identificato con una chiesa, forse la primitiva cattedrale.
Legedia, capitale del popolo celtico degli Abrincati, era una civitas della provincia romana della Gallia Lugdunense seconda, come attestato dalla Notitia Galliarum dell'inizio del V secolo. Dal punto di vista religioso, come di quello civile, Avranches dipendeva dalla provincia ecclesiastica dell'arcidiocesi di Rouen, sede metropolitana provinciale.
Avranches era la più piccola fra le diocesi della Normandia, eppure contava un buon numero di parrocchie e soprattutto di abbazie. Tra queste si ricordano due abbazie che ebbero un prestigio internazionale: quella di Mont-Saint-Michel, fondata al tempo del vescovo Oberto agli inizi dell'VIII secolo; e quella di Savigny, eretta agli inizi del XII secolo. Altre abbazie erano quelle di Notre-Dame de Montmorel (oggi a Poilley) e quella della Santissima Trinità di La Lucerne.
Nel contesto delle incursioni vichinghe del IX e X secolo, la diocesi visse un momento difficile e oscuro; di certo non sono più noti vescovi da Gualberto (862) fino a Norgot (990).
Nell'epoca della riforma gregoriana, Avranches, con il suo vescovo Jean de Bayeux (1060-1069), fu protagonista di un risveglio culturale e religioso; al vescovo si deve la riforma del breviario e del messale, la pubblicazione di statuti e ordinanze per la riforma della diocesi e del Liber de officiis ecclesiasticis.
Durante il lungo vescovato di Turgis, fu edificata la cattedrale, ultimata nel 1121: essa non esiste più, poiché crollò nel 1794 a seguito di incauti lavori voluti dal parroco Rioult de Montbray. Le due torri della facciata, che avevano resistito al crollo, furono fatte saltare con la dinamite nel 1812.
Il vescovo Jean de Saint-Avit (1391-1442) visse gli anni difficili dell'occupazione inglese; partigiano di Giovanna d'Arco, fu gettato in carcere, dove morì dopo 10 anni di prigionia.
Durante le guerre di religione, i vescovi di Avranches si mostrarono fra i più tenaci avversari del calvinismo. Tra questi si ricordano in particolare Robert Ceneau, autore di opere di carattere storico e controversistico, e François de Péricard, che sostenne un lungo assedio delle truppe di Enrico IV e introdusse in diocesi il rito romano in seguito al concilio di Trento.
Alla fine del XVII secolo fu vescovo di Avranches il letterato Pierre-Daniel Huet, membro dell'Accademia di Francia. Tra le sue principali opere si ricorda soprattutto l'aver dato nuovo slancio culturale e formativo al seminario diocesano, istituito nel 1666, all'epoca del vescovo Gabriel de Boislève.
La diocesi fu soppressa in seguito al concordato con la bolla Qui Christi Domini di papa Pio VII del 29 novembre 1801 e il suo territorio incorporato in quello della diocesi di Coutances. L'ultimo vescovo, Pierre-Augustin Godard de Belbeuf, contravvenendo alle disposizioni impartite dal papa nella  Qui Christi Domini, non dette le dimissioni e morì esule in Inghilterra.
Il 12 luglio 1854 ai vescovi di Coutances fu concesso di aggiungere al proprio titolo quello della sede di Avranches.

## Cronotassi dei vescovi
Manoscritti del XII secolo contengono un catalogo episcopale della diocesi di Avranches, molto deficitario nella parte relativa al periodo antecedente la fine del X secolo; sono assenti infatti vescovi documentati storicamente, mentre sono presenti cinque santi ritenuti vescovi e sui quali le informazioni storiche sono ridotte al minimo o completamente inesistenti.
- San Leonzio †[4]
- Nepo † (menzionato nel 511)
- Perpetuo † (prima del 533 - dopo il 541)
- Egidio † (menzionato nel 549)
- San Paterno † (seconda metà del VI secolo)
- San Senario (o Senatore) †
- San Severo †
- San Leodevaldo † (menzionato dopo il 576)
- Childoaldo o Ildoaldo † (prima del 614 - dopo il 627)[5]
- Regentrano † (circa 681/683 - ?)
- Sant'Oberto † (menzionato nel 709)[6]
- Giovanni † (menzionato nell'840)[7]
- Ansegaudo † (prima dell'847 - dopo l'853)
- Remedio † (menzionato nell'855)
- Valberto o Gualberto † (prima dell'859 - dopo l'862)
  - Sede vacante
- Norgot † (menzionato nel 990)
- Maugis † (prima del 1022 - dopo il 1026)
- Hugues † (1028 - dopo il 1054)
- Jean de Bayeux † (settembre 1060 - agosto 1069 nominato arcivescovo di Rouen)
- Michel † (prima del 1071 - 26 gennaio 1094 deceduto)
- Turgis † (1094 - 6 o 7 gennaio 1134 deceduto)
- Richard de Beaufay † (1134 - 25 aprile 1142 deceduto)
- Richard de Subligny † (1142 - 14 agosto 1153 deceduto)[8]
- Herbert † (1153/1156 - 6 settembre 1160 deceduto)
- Beato Acardo di San Vittore † (prima del 27 marzo 1161 - 29 marzo 1171[9] deceduto)
- Richard † (1171 - 29 luglio[10] 1182 deceduto)
- Guillaume Burel † (1182 - 17 o 18 marzo 1196 deceduto)
- Guillaume de Chemillé † (1196 - dopo il 16 ottobre 1197 nominato vescovo di Angers)
- Guillaume Tholom (Ptolomeus) † (21 settembre 1198 - 22 agosto 1210 deceduto)
- Guillaume d'Otelles † (1212 - 28 ottobre 1236 deceduto)
- Guillaume de Sainte-Mère-Eglise † (8 dicembre 1236 - 17 febbraio 1253 deceduto)
- Richard l'Anglais (o Langlois) † (30 settembre 1253 - 1269 deceduto)
- Raoul de Thieuville † (novembre 1269 consacrato - dicembre 1292 deceduto)
- Geoffroi Boucher † (1293 - febbraio-aprile 1306 deceduto)
- Nicolas de Luzarches † (27 agosto 1306 - 24 aprile 1311 deceduto)
- Michel de Pontorson † (prima del 25 dicembre 1311 - 13 dicembre 1312 deceduto)
- Jean de La Mouche † (16 agosto 1317 - 13 marzo 1327 deceduto)
- Jean de Vienne † (6 aprile 1328 - 14 dicembre 1330 nominato vescovo di Thérouanne)
- Jean de Hautefune † (14 dicembre 1330 - 4 maggio 1358 deceduto)
- Foulque Bardoul † (17 ottobre 1358 - ? deceduto)
- Robert de La Porte † (14 ottobre 1359 - 1379 deceduto)
- Laurent de Faye † (6 agosto 1379 - aprile o giugno 1391 deceduto)
- Jean de Saint-Avit, O.S.B. † (7 ottobre 1391 - 22 luglio 1442 deceduto)
- Martin Pinard † (3 settembre 1442 - 10 gennaio 1453 deceduto)
- Jean Bouchard † (28 aprile 1453 - 28 novembre 1484 deceduto)
- Louis de Bourbon-Vendôme † (17 dicembre 1484 - 21 ottobre 1510 deceduto)
- Louis Herbert † (27 febbraio 1511 - 4 aprile 1526 deceduto)
  - Agostino Trivulzio † (2 maggio 1526 - 19 ottobre 1526 dimesso) (amministratore apostolico)
- Jean de Langeac † (22 ottobre 1526 - 17 aprile 1532 nominato vescovo di Limoges)
- Robert Ceneau † (17 aprile 1532 - aprile 1560 deceduto)
- Antoine Le Cirier † (2 giugno 1561 - 17 gennaio 1575 deceduto)
- Augustin Le Cirier † (22 aprile 1575 - 23 marzo 1580 deceduto)
  - Sede vacante (1580-1583)
- Georges de Péricard † (28 marzo 1583 - 22 luglio 1587 deceduto)
- François de Péricard † (8 gennaio 1588 - 25 novembre 1639 deceduto)
  - Sede vacante (1639-1642)
- Charles Vialart de Saint-Paul † (26 maggio 1642 - 15 settembre 1644 deceduto)
- Roger d'Aumont † (20 marzo 1645 - 1651 dimesso)
- Gabriel de Boislève † (28 ottobre 1651 - dicembre 1667 deceduto)
- Gabriel-Philippe de Froulay de Tessé † (26 novembre 1668 - 27 aprile o 4 maggio 1689 deceduto)
  - Fabius Brulart de Sillery † (10 giugno 1689 - 21 gennaio 1692 nominato vescovo di Soissons) (vescovo eletto)
- Pierre-Daniel Huet † (5 maggio 1692 - 20 aprile 1699 dimesso)
- Roland-François de Kerhoën de Coëtanfao † (5 ottobre 1699 - ottobre 1719 deceduto)
- César Le Blanc, C.R.S.A. † (20 marzo 1720 - 13 marzo 1746 deceduto)
- Pierre Jean-Baptiste Durand de Missy † (19 settembre 1746 - 4 aprile 1764 deceduto)
- Raymond de Durfort-Léobard † (20 agosto 1764 - 4 agosto 1766 dimesso[11])
- Joseph-François de Malide † (6 agosto 1766 - 25 febbraio 1774 dimesso[12])
- Pierre-Augustin Godard de Belbeuf † (18 aprile 1774 - 29 novembre 1801 sollevato[13])
  - Sede soppressa